# Tweedielus
Genre
Tweedielus est un genre d'opilions laniatores à l'appartenance familiale incertaine.

## Distribution
Les espèces de ce genre sont endémiques de Malaisie péninsulaire.

## Liste des espèces
Selon World Catalogue of Opiliones (31/10/2021) :
- Tweedielus brevipes Roewer, 1949
- Tweedielus longipes Roewer, 1933

## Publication originale
- Roewer, 1933 : « Opiliones aus Perak. » Bulletin of the Raffles Museum, vol. 8, p. 48–51 (texte intégral).